# Terno d'Isola
Terno d'Isola [ˈtɛrno ˈdiːzola] (Téren [ˈteɾɛn] in dialetto bergamasco) è un comune italiano di 7 968 abitanti della provincia di Bergamo in Lombardia.
Situato nell'Isola bergamasca, dista circa 12 chilometri a ovest dal capoluogo Bergamo.

## Geografia fisica

### Clima
| Terno d'Isola       | Mesi | Mesi | Mesi | Mesi | Mesi | Mesi | Mesi | Mesi | Mesi | Mesi | Mesi | Mesi | Stagioni | Stagioni | Stagioni | Stagioni | Anno  |
| Terno d'Isola       | Gen  | Feb  | Mar  | Apr  | Mag  | Giu  | Lug  | Ago  | Set  | Ott  | Nov  | Dic  | Inv      | Pri      | Est      | Aut      | Anno  |
| ------------------- | ---- | ---- | ---- | ---- | ---- | ---- | ---- | ---- | ---- | ---- | ---- | ---- | -------- | -------- | -------- | -------- | ----- |
| T. max. media (°C)  | 5,3  | 8,1  | 13,5 | 17,7 | 21,6 | 25,6 | 28,2 | 27,1 | 23,6 | 17,3 | 10,9 | 6,4  | 6,6      | 17,6     | 27,0     | 17,3     | 17,1  |
| T. min. media (°C)  | −1,6 | 0,1  | 3,4  | 7,2  | 11,3 | 14,8 | 17,1 | 16,4 | 13,7 | 8,9  | 3,7  | 0,0  | −0,5     | 7,3      | 16,1     | 8,8      | 7,9   |
| Precipitazioni (mm) | 59   | 56   | 65   | 90   | 102  | 99   | 82   | 98   | 97   | 109  | 103  | 70   | 185      | 257      | 279      | 309      | 1 030 |

## Storia

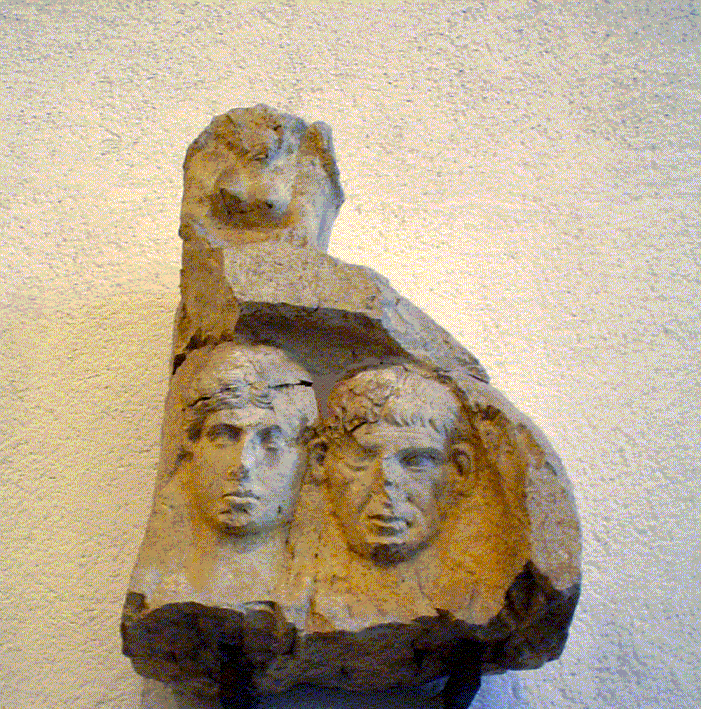
Reperto romano

### Dalla Preistoria all'Impero romano
Le origini di Terno d'Isola possono esser fatte risalire al periodo pre-romano, sul fondo di Via campanile e sul retro della Pieve San Vittore, ai piedi del Bedesco, impercettibile dosso circuito dal Buliga sotto gli avallamenti di un vasto luogo naturale che nel passato remoto era ricco d'acqua sorgiva, di rivoli e stagni, di boschi e brughiera dove abbondavano funghi, frutta spontanea e selvaggina sono stai ritrovati reperti che illustrano l'insediamento di un primordiale accampamento umano: una probabile e sparuta tribù ligure riparata in capanne di legno, creta, frasche, paglia.
I primi insediamenti stabili risalgono all'epoca romana, quando i conquistatori istituirono nella zona una circoscrizione territoriale denominata Pagus Fortunensis. In quel periodo storico il borgo, così come l'intera zona dell'isola, fu interessato da notevoli flussi commerciali e militari, vista la presenza di due importanti vie di comunicazione che delimitavano il territorio: quella tra Bergamo e Mediolanum a sud, ed un'altra che univa il capoluogo orobico a Como a nord.
Verso la fine del I secolo a.C., il territorio pianeggiante dell'Italia Settentrionale fu coperto dalla centuriazione; rete di strade che s'intersecavano ortogonalmente delimitando grandi parcelle quadrate, denominate centurie.
All'incrocio tra il cardo maximus e il manus maximus, si consolidò il potere amministrativo e religioso di Teranis (il successivo Tereno e Teren per evolversi in Terno e divenire Terno d'Isola), epicentro strategico dell'italico Pago Fortunense dell'Isola.
L'aumento della popolazione locale avvenne con l'incremento della produzione agricola, consentito da un uso più razionale del suolo disboscato e dissodato nelle aree pianeggianti disposte tra il Buliga e il Dordo.
Oltre ai numerosi toponimi di luoghi e località, la centuriazione e i ritrovamenti di reperti d'età romana costituiscono la miglior prova dell'insediamento latino in Terno d'Isola.
A sud del territorio di Teranis, sul quinto cardine occidentale della centuriazione e alla distanza di due "archibugiate", si stabilì l'abitato di Casteneate; un discreto borgo autonomo che nel medioevo si racchiuderà in castrum (divenuto frazione ed ora località di Terno d'Isola).
Dal IV secolo in poi, quando l'amministrazione romana si disgregò, si costituì l'ecclesia cristiana nel rispetto delle antiche organizzazioni religiose.

### Dai Longobardi al Trecento tra guelfi e ghibellini
Il mutamento dei poteri locali, d'antica tradizione italica, avvenne con lo scambio di consegne tra gli assertori della politeista cultura classica e i neofiti della monoteista e trinitaria teologia cristiana.
Con il termine dell'impero romano Terno fu soggetta alle invasioni barbariche, che portarono anni di saccheggi e terrore tra la popolazione. Nel VI secolo la situazione politica si stabilizzò grazie all'arrivo dei Longobardi prima, e dei Franchi poi.
Gli antichi pagi latini, a capo dei vici emersi sul territorio, in età longobarda ebbero un rinnovato spessore istituzionale con pievi e fonti battesimali.
Sulle probabili fondamenta di un tempio dedicato alla dea Fortuna, nel VI secolo si elevò la struttura ecclesiastica della prima Chiesa Battesimale dell'Isola in onore al martire Vittore della Mauritania.
La Pieve rurale del Pago Fortunense, che si eleverà poi a Capo Pieve di tutto il territorio provinciale, si pose al servizio liturgico di tutti gli abitanti del vasto territorio isolano.
Dunque anche con l'avvento della civiltà cristiana, l'abitato di Terno rimase l'importante punto di riferimento organizzativo, economico e religioso per gli abitanti del distretto.
Rimase la località centrica dove adunarsi, battezzarsi, comunicarsi, confrontarsi, mercanteggiare; ossia costituire e consolidare i presupposti d'identità comunitaria tra sparuti villaggi del territorio circoscritto dal Monte Canto Basso e dai fiumi Adda e Brembo.
In questo periodo storico Terno divenne il principale borgo dell'isola, tanto che i borghi limitrofi vennero posti sotto la giurisdizione della sua chiesa plebana: in tal senso preziosa è una testimonianza scritta che, risalente al 774, attesta il nuovo ordinamento della Pieve di Terno.
Verso il IX secolo, per sostenere l'opera evangelizzatrice della Pieve S. Vittore e per costituire autonome comunità parrocchiali in ogni villaggio dell'Isola, si costituì in sede locale un collegio di canonici regolari.
Verso l'anno Mille, sulle sponde occidentali dell'impetuoso torrente Buliga che allora circuivano diversamente l'area storica di Via Campanile, fu edificato un castello per custodire la Pieve, la Collegiata e le abitazioni poste all'interno del castrum medievale.
All'estremo lembo di terra che degrada sulle sponde del Buliga, in area "San Donato fuori le mura", si collocò la zona mercato.
Un manoscritto del 1028, conferma la frequenza settimanale del mercato locale e si presume che abbia attratto tutta la popolazione del distretto poiché l'unico documentato in tale periodo.
Negli anni '30 del XVI secolo, con l'edificazione e l'orientamento della pieve attuale sulla strada del porto, la struttura dell'antica Ecclesia S. Vittore rimase abbandonata tra il cimitero, le rovine del castello e l'abitazione con chiostro del prevosto plebano vicario foraneo messo a capo dei canonici della collegiata.
Tale rilevanza strategica assunta dall'abitato di Terno fin dalle origini, va probabilmente ricercata nella sua collocazione interna al territorio dell'Isola bergamasca, oltre al fatto che si trova sulla strada che conduceva al porto di Villa d'Adda e ai guadi di Calusco d'Adda e Medolago.
Una strada che era allora molto importante poiché l'unica, prima del XIII secolo, che da queste parti si ripartiva per collegare la terra bresciana e bergamasca con quella milanese e comasca.
Tuttavia nel tardo Medioevo questa situazione che vedeva Terno come borgo più importante si rivelò un elemento profondamente destabilizzante, vista la volontà delle varie signorie di ottenere il predominio su di esso: numerose battaglie tra guelfi e ghibellini, ed in seguito tra gli eserciti milanesi e veneziani, misero a dura prova la popolazione, che visse secoli di povertà, tanto che l'isola venne definita "il triangolo della fame".
In tal senso molto chiara è la descrizione in un documento del tempo:
Si hanno notizie di devastazioni e saccheggi, il principale dei quali perpetrato nel 1406 dalle truppe del condottiero Bartolomeo Colleoni.
Ma il borgo di Terno conservò l'antica supremazia ecclesiastica, commerciale e amministrativa del distretto anche al tempo della Repubblica di Venezia (1428-1797).

### Dal Quattrocento e alla caduta della Repubblica di Venezia
La situazione parve migliorare con l'arrivo della Repubblica di Venezia, che inserì Terno nel distretto denominato Quadra dell'isola ponendolo come capoluogo e sede del podestà.
In Archivio di Stato è deposta la ricca documentazione che testimonia la frenetica attività di governo dell'Isola in sede locale.
Tra tabelle di ripartizione fiscale, bilanci amministrativi e delibere di sindaci e consoli guidati dal sindaco generale, oltre al capoluogo, s'individua la località e il luogo in cui gli amministratori del distretto si riunivano per "consuetudine antica" a governare gli affari pubblici e privati della Quadra dell'isola.
Indubbiamente il capoluogo è ancora Terno, la località specifica nella cosiddetta "Contrada Tezzone" e le "congreghe" nelle stanze "terranee" della "pubblica Cascina Tezzone del Salnitraro" presente tuttora in Via Trento.

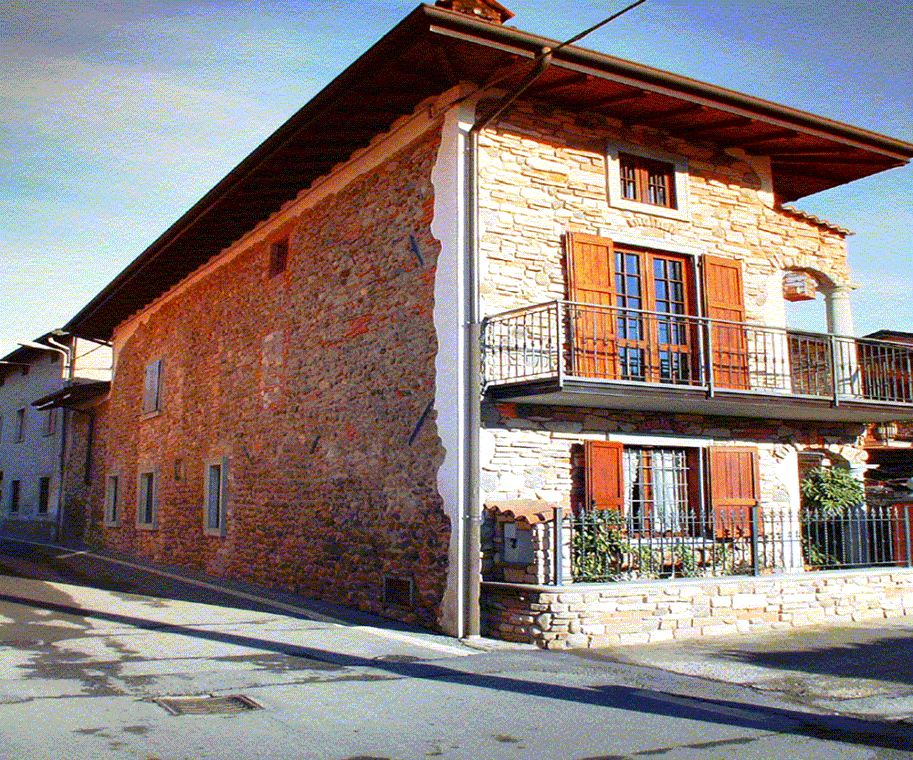
Cascina Tezzone

Nei locali al piano terra di Cascina Tezzone, lungo il corso del XVIII secolo era attiva anche una Camera fiscale per la ripartizione e la riscossione delle gravezze, ossia le imposte dirette gravanti su tutto il territorio dell'Isola.
Una sorta di moderno sostituto d'imposta costituito da notai, cancellieri, testimoni notabili e funzionari veneti, che era periodicamente assegnato ad esattori con il metodo dell'incanto lanciato dal Cancelliere di quadra, talvolta dallo stesso Sindaco generale, sulla vicina piazza di Terno.
Dal 1761, a governare le adunanze di quadra in Cascina Tezzone, sarà "Gio Pietro Carissimi attual Sindico e Tesorico Generale di questa Quadra d'Isola".

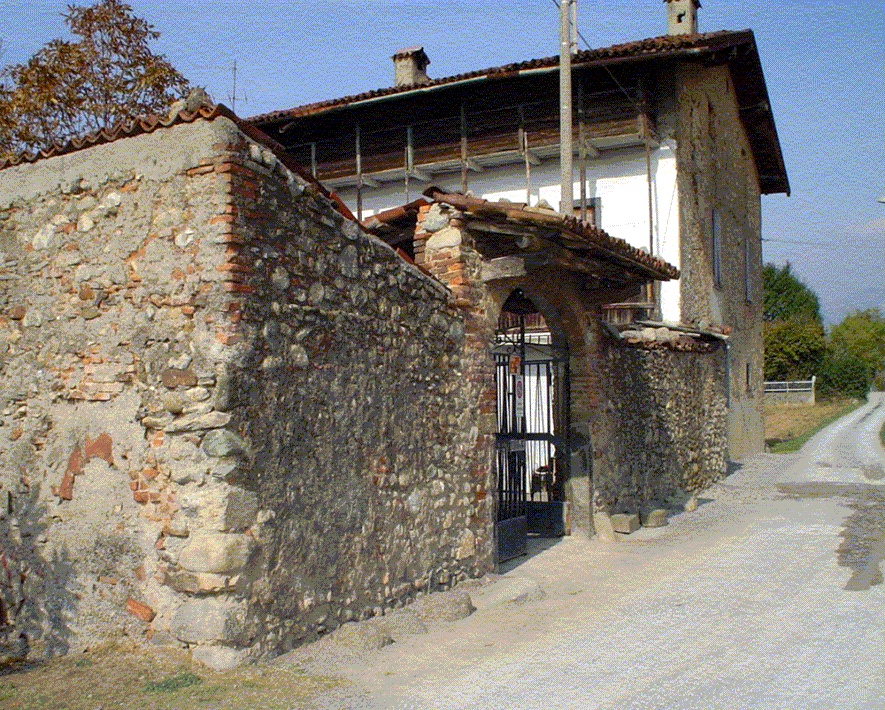
Cascina Carighetti

All'importante carica istituzionale, fu dunque insediato un cittadino di Terno poiché Giovanni Pietro Carissimi era il pubblico ufficiale, già "Cancelliere di Quadra d'Isola", che risiedeva e operava in Cascina Carighetti ancora presente sull'antica Strada di Paganelli in località Carvisi.
Ai veneziani subentrò nel 1797 la Repubblica Cisalpina, subito sostituita nel 1815 però dagli austriaci, che la inserirono nel Regno Lombardo-Veneto, spostando il capoluogo a Chignolo d'Isola.
Con l'unità d'Italia avvenne un primo ma deciso processo di industrializzazione, che permise un notevole miglioramento delle condizioni di vita degli abitanti.

### Simboli
Lo stemma e il gonfalone sono stati concessi con decreto del presidente della Repubblica dell'11 dicembre 1997.
Il gonfalone è un drappo partito di bianco e di rosso.

## Monumenti e luoghi d'interesse

### Chiesa di San Vittore

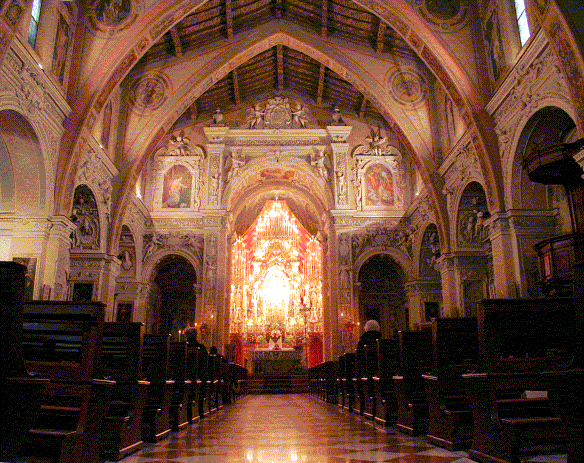
Interni della Chiesa di San Vittore martire

L'edificio di maggior interesse è la chiesa prepositurale di San Vittore, che ha rivestito un ruolo fondamentale nella storia del paese e dell'intera zona.
Di essa si hanno notizie già nel 774, quando venne edificata in luogo di un precedente edificio di culto pagano ed aveva giurisdizione sulle chiese degli altri borghi dell'Isola.
Più volte soggetta a rifacimenti e ristrutturazioni, conserva ancora elementi della struttura originale, nonché una facciata in stile neogotico e numerose opere scultoree e pittoriche, tra le quali ne spiccano alcune di Enea Salmeggia e di Bartolomeo Nazari.
Si tratta di un'interessante manifestazione di Rinascimento maturo seppur con legami al tardo gotico lombardo e susseguenti interventi in forma barocca, neoclassica e liberty.
Rilevante per una lettura della Riforma cattolica.
Opere interne d'alto valore storico e artistico.
Per importanza architettonica, storica, artistica e didascalica, è puntualmente visitata da scolaresche e gruppi d'adulti organizzati con Guida. Tale struttura religiosa, completamente restaurata nel 1990 essendo prevosto monsignor Attilio Bianchi, fu indicata come Monumento nazionale dall'arch. Giuseppe Napoleoni, sovrintendente ai beni culturali della Lombardia.

### Oratorio di San Donato

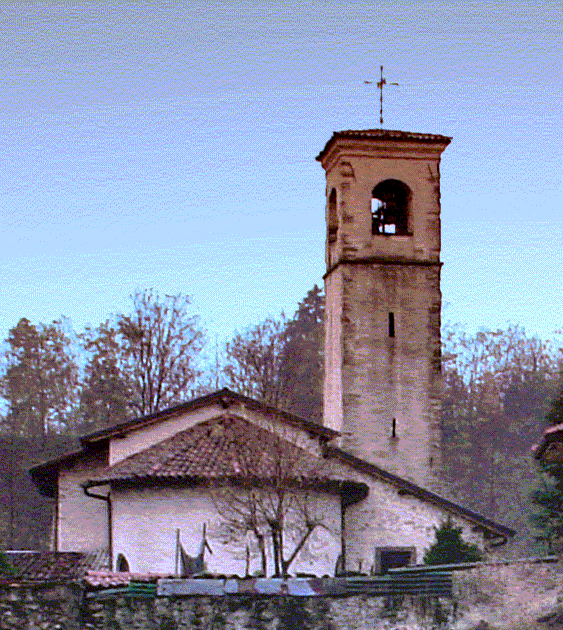
Oratorio di San Donato

Le predisposizioni del catino absidale e del campanile, richiamano la tipica architettura romanica dell'Italia settentrionale.
Probabile edificazione tra l'XI ed il XII secolo.
All'interno, interessante ciclo d'affreschi del XV secolo.
La muraglia esterna dell'aula unica, che contrappesa la spinta della copertura con pilastri in pietra squadrata, è realizzata con tessitura di pietrame e sassi disposti a spinapesce.
In generale, si tratta di una struttura ecclesiastica di notevole interesse architettonico a livello lombardo e di particolare legame affettivo e religioso per gli abitanti di Terno d'Isola.
L'oratorio, rimesso a nudo integralmente, potrebbe essere il raro monumento da indirizzare all'avviato turismo romaico dell'Isola bergamasca.

### Oratorio di San Rocco
Edificato dopo la peste del 1575.

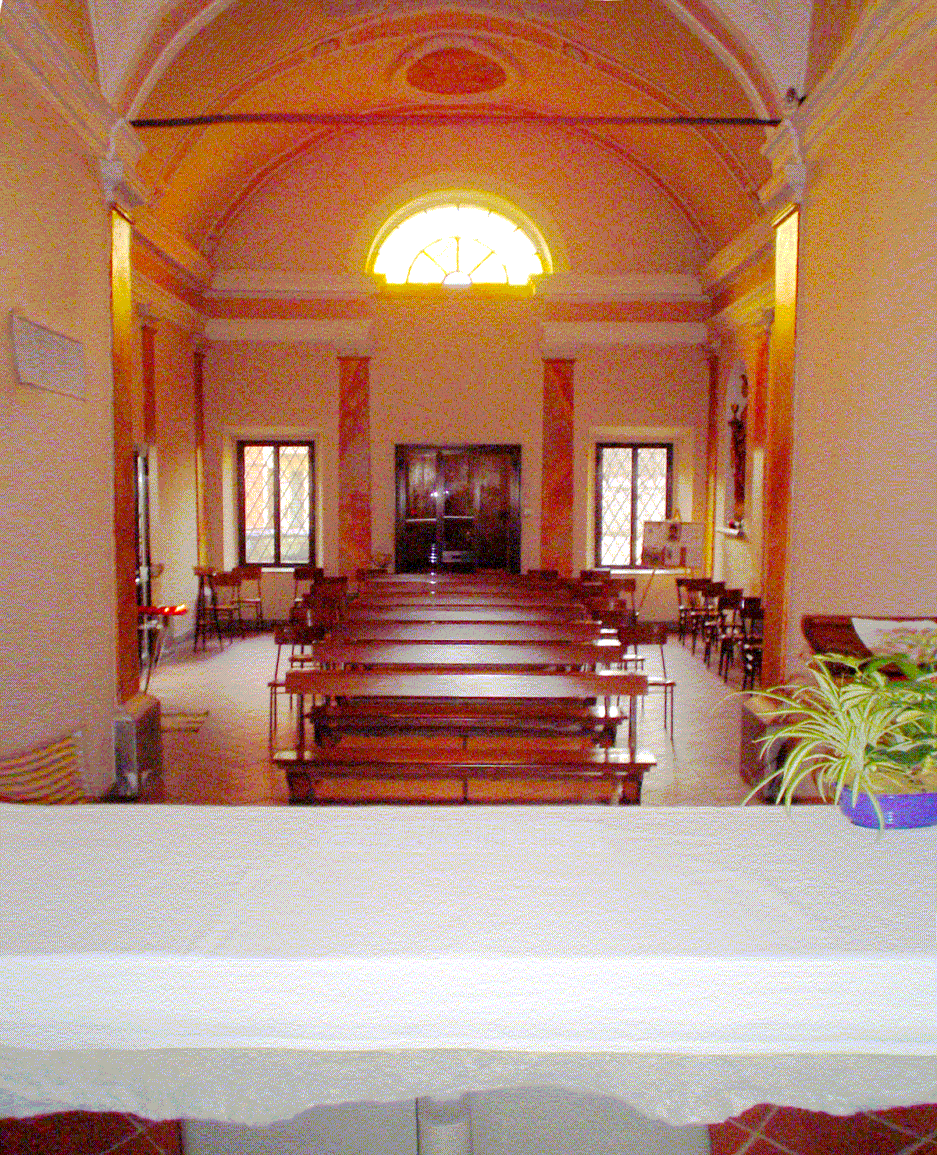
Oratorio di San Rocco

Rimaneggiato nel XVII e nel XIX secolo; elevazione del campanile nel XX.
L'interno, con delicati affreschi del XIX secolo, si presenta alquanto semplice, seppur armonioso e gradevole.
Patrimonio religioso, storico e affettivo per la Comunità di Terno d'Isola, soprattutto per gli abitanti dell'ex frazione Castegnate dove si fanno molte parite.

### Torre di Castegnate

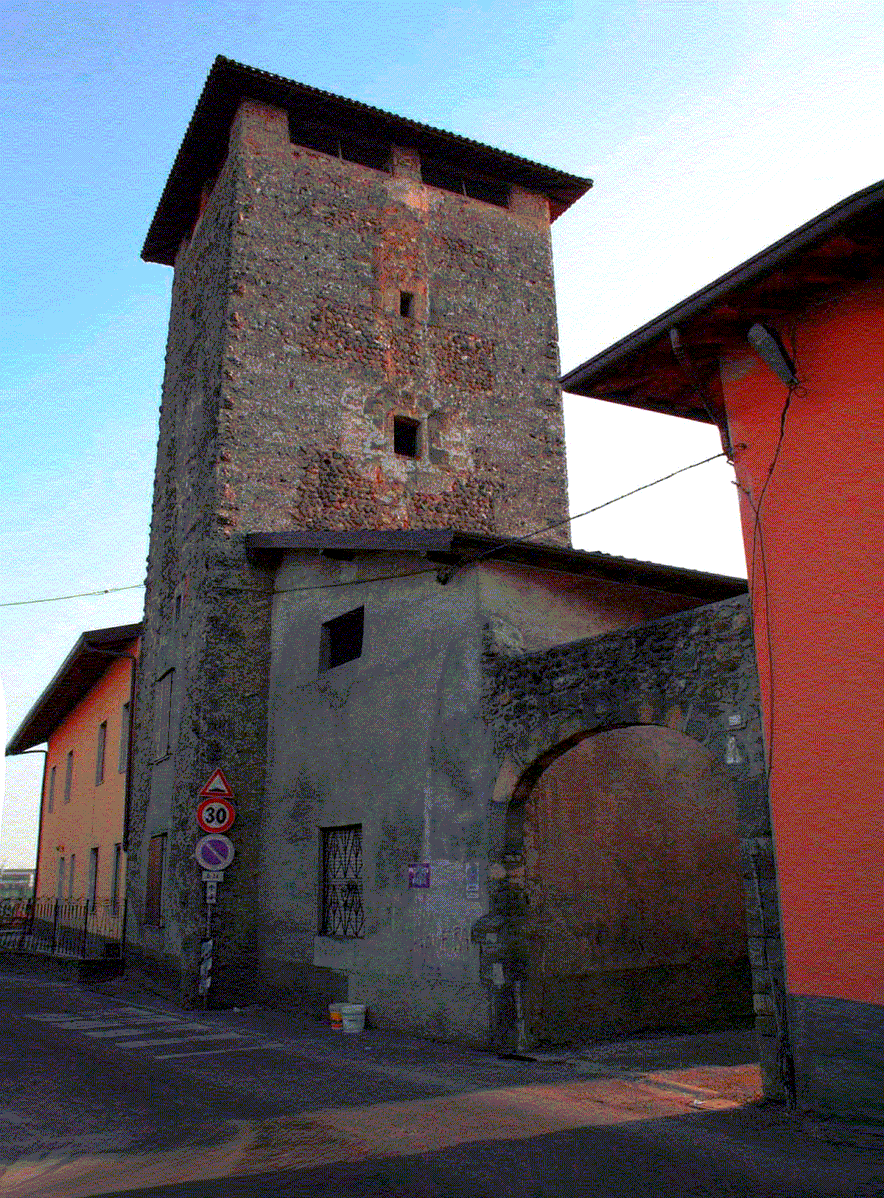
Torre di Castegnate

Questo ragguardevole torrione, che s'innalza maestoso per ben cinque piani, è di notevole rilevanza storica e architettonica a livello lombardo.
Risalente al periodo compreso tra l'XI ed il XII secolo, si tratta di un medievale massiccio quadrilatero, di circa cinque metri per sette e dodici d'altezza, con l'evidente struttura di base riquadrata in grandissimi blocchi di pietra puddinga proveniente dalle cave dell'Adda.
Notevoli gli angoli bugnati che contengono sassi disposti a spina di pesce tra conci e massi d'arenaria attorno alle aperture.
Interessanti anche le forature che si espongono a sud-ovest poiché testimoniano la posizione di pali infissi che dovevano sostenere le originarie operazioni d'innalzamento.
In alto, all'interno, oltre all'apertura per lo scarico esterno dei bisogni corporali, ritroviamo le antiche feritoie, oggi otturate, per l'estrema difesa di questa medievale residenza della Famiglia Gambirasio.
Ciò che rimane della corte di tale fortilizio privato, è ancora protetto da doppio accesso.

## Società

### Evoluzione demografica
Abitanti censiti

### Etnie e minoranze straniere
Gli stranieri residenti nel comune sono 1 009, ovvero il 12,6% della popolazione. Di seguito sono riportati i gruppi più consistenti:
1. Romania, 220
2. Marocco, 130
3. Albania, 115
4. India, 62
5. Senegal, 54
6. Ghana, 37
7. Egitto, 31
8. Costa d'Avorio, 26
9. Tunisia, 25
10. Burkina Faso, 24

## Cultura

### Festa Patronale di San Vittore
In occasione della solennità patronale, si tiene la Messa Solenne e la processione lungo le vie del paese con la statua portata dai diciottenni. 

### Eventi

#### Palio di San Donato delle contrade ternesi
Solitamente nella terza settimana di giugno organizzata dall'Oratorio san Giovanni Bosco e col patrocinio dell'Amministrazione comunale si tiene il Palio di San Donato, memorabile manifestazione che evoca atmosfere medievali.
Esso tuttavia fu istituito dal 1984 da un gruppo di cittadini, per festeggiare l'inizio dell'estate e ricordare le tradizioni medioevali.
Il palio dura un'intera settimana e coinvolge tutta la cittadinanza che, divisa in 10 contrade con i relativi simboli e colori (Mercato rosa/nero con l'orca, Stazione bianco/azzurro con il pavone, Carvisi bianco/giallo con il gallo, Bravi bianco/arancio con il canguro, Castegnate bianco/rosso con il leone, Casolini arancio/blu con la tartaruga, Strinciöl bianco/marrone con la coccinella, Teren de sura giallo/nero con la pantera, Vignali bordeaux/beige con lo scoiattolo e Tesone bianco/verde con l'aquila), si cimenta in competizioni di vario tipo e partecipa ad eventi sociali (caccia al tesoro, tombola, spettacoli vari dei contradaioli in costume medioevale, cena di contrada ecc.).
Particolarmente importante è la parata in costume medioevale, alla quale partecipano molti cittadini ternesi, e la gara per la consegna del Palio, che consiste in una corsa di asini montati dai fantini delle varie contrade.
Dall'anno 2014 sono stati introdotti i tornei di Calcio a 5, Pallavolo e Bocce, la squadra più vincente per quanto riguarda il calcetto è Strinciöl Torre con 4 Titoli, mentre per quanto riguarda la Pallavolo guida la contrada Stazione con 4 Titoli.
Attualmente la contrada con più titoli all'attivo è Strinciöl Torre con 9 titoli conquistati.

#### Festa Contadina
L'ultima domenica di settembre si tiene la Festa Contadina.

#### Terno Summer Fest
Terno Summer Fest, manifestazione nata nel 2010 col nome di RestaTerno, è organizzata dal comune e organizza per tutto il mese di luglio spettacoli e animazioni.

## Amministrazione
| Periodo        | Periodo        | Primo cittadino    | Partito      | Carica                  | Note |
| -------------- | -------------- | ------------------ | ------------ | ----------------------- | --- |
| 1861           | 1874           | Giuseppe Bravi     | n.d.         | sindaco                 | |
| 1875           | 1877           | Giuseppe Marra     | n.d.         | sindaco                 | |
| 1878           | 1901           | Carlo Ferrari      | n.d.         | sindaco                 | |
| 1902           | 1921           | Egidio Corti       | n.d.         | sindaco                 | |
| 1921           | 1924           | Carlo Mazzoleni    | n.d.         | sindaco                 | |
| 1926           | 1934           | Giuseppe Bolis     | n.d.         | podestà                 | |
| 1935           | 1936           | Gaetano Arrigoni   | n.d.         | commissario prefettizio | |
| 1937           | 1938           | Antonio Biondi     | n.d.         | commissario prefettizio | |
| 1938           | 1942           | Arturo Magrini     | n.d.         | commissario prefettizio | |
| 1942           | 1945           | Luigi Baroni       | n.d.         | commissario prefettizio | |
| 22 maggio 1945 | 1946           | Abele Corti        | n.d.         | sindaco                 | insediato con decreto prefettizio n. 1622 per una fase transitoria, poi confermato dal consiglio comunale |
| 7 aprile 1946  | 1947           | Egidio Colombi     | n.d.         | sindaco                 | |
| 1948           | 1954           | Enrico Bolis       | n.d.         | sindaco                 | sostituito durante il mandato dal vicesindaco Luigi Colleoni                                              |
| 1955           | 1980           | Evaristo Odinolfi  | n.d.         | sindaco                 | |
| 1980           | 1990           | Antonio Mazzoni    | n.d.         | sindaco                 | |
| 1990           | 2004           | Santo Consonni     | n.d.         | sindaco                 | |
| 14 giugno 2004 | 7 giugno 2009  | Rossano Longhi     | lista civica | sindaco                 | |
| 8 giugno 2009  | 26 maggio 2014 | Corrado Centurelli | Lega Nord    | sindaco                 | |
| 26 maggio 2014 | 26 maggio 2019 | Corrado Centurelli | Lega Nord    | sindaco                 | |
| 26 maggio 2019 | 9 giugno 2024  | Gianluca Sala      | lista civica | sindaco                 | |
| 9 giugno 2024  | in carica      | Gianluca Sala      | lista civica | sindaco                 | |